# Diskustetra
Diskustetra (Brachychalcinus orbicularis) är en fiskart som först beskrevs av Valenciennes, 1850.  Diskustetra ingår i släktet Brachychalcinus och familjen Characidae. Inga underarter finns listade i Catalogue of Life.